# Rudtjärnen (Umeå socken, Västerbotten)
Rudtjärnen är en sjö i Umeå kommun i Västerbotten och ingår i Umeälvens huvudavrinningsområde.